# Croton domatifer
Croton domatifer är en törelväxtart som beskrevs av Riina och Paul Edward Berry. Croton domatifer ingår i släktet Croton och familjen törelväxter. Inga underarter finns listade i Catalogue of Life.